# Obira, Hokkaidō
Obira (小平町 Obira-chō) là thị trấn thuộc Rumoi, phó tỉnh Rumoi, Hokkaidō, Nhật Bản. Tính đến ngày 1 tháng 10 năm 2020, dân số ước tính thị trấn là 2.994 người và mật độ dân số là 4,8 người/km2. Tổng diện tích thị trấn là 627,29 km2.